# Дом-музей семьи А. И. Морозова
Дом-музей семьи А. И. Морозова — был открыт 16 октября 2017 года, находится в Ногинске, в Глуховском парке, на берегу Черноголовского пруда, на территории усадьбы Глухово, включающей в себя:
- Особняк А. И. Морозова (1907—1908, архитектор А. В. Кузнецов). На рубеже XX—XXI веков здание было заброшено, однако в 2016 году в нём начались реставрационные работы, и с 16 октября 2017 года особняк стал доступен для посетителей[1].
- Особняк П. А. и С. А. Морозовых (1908, архитектор А. В. Кузнецов). Здание перестроено. С 2001 года его занимает гостиница «Лидер».

## История
Арсений Иванович Морозов (1850—1932) — из рода Морозовых был правнуком Саввы Васильевича Морозова.
Являлся председателем Правления Компании Богородско-Глуховской мануфактуры.
Благодаря династии Морозовых-Захаровичей в Ногинске (Богородске) появились
фабрично-заводская промышленность, железнодорожная станция Захарово), школы, больницы, ясли, электростанции, и многое другое. А. И. Морозов был старообрядцем. Окончил Московское коммерческое училище, изучал текстильное производство в Манчестере. 

Здесь жили А. И. Морозов вдвоём с женой Любовью Степановной (у них было семеро детей).
- До начала 1980-х в доме Морозовых размещался детский сад Глуховского хлопчатобумажного комбината.
- Дом самодеятельного творчества.
- Делее дом был заброшен.
- В 2002 году дому присвоен статус объекта культурного наследия регионального значения.
- В 2007 году дом был передан в казну Ногинского муниципального района.
- В 2016 году началось восстановление.

## Здание
Особняк А. И. Морозова (1907—1908, архитектор А. В. Кузнецов). На рубеже ХХ−XXI веков здание было заброшено, однако в 2016 году в нём начались реставрационные работы, и с 16 октября 2017 года в особняке открылся Дом-музей семьи А. И. Морозова.
Дом выстроен в стиле позднего московского модерна, одноэтажный с подвалом и мансардой на поперечной оси. Материалы: дерево и кирпич. (левое крыло — деревянное, средняя и правая части — кирпичные).
Планировка коридорного типа с двусторонним расположением изолированных комнат.
Отдельная комната-молельная в мезонине.
Особенность расстекловки: мелкую клеточную у окон и аналогичный рисунок дверных полотен.
Имеются световые фонари.

## Экспозиция
Экспозиция повествует о жизни А. И. Морозова и других Морозовых.
Мебель в доме не оригинальная, но подобрана в соответствии с исторической эпохой.
Представлены документы, фотоматериалы.
В музее проводятся экскурсии, творческие вечера, литературные гостиные.

### Видеоисточники
- Восстановление дома А. И. Морозова
- Дом-музей семьи А. И. Морозова в Ногинске
- Летний дом А. И. Морозова, Ногинск
- Музей-усадьба А. И. Морозова. Ногинск. 2018 г.